# Гаона, Хуан Баутиста
Хуан Баутиста Гаона Фигуэредо (исп. Juan Bautista Gaona Figueredo, 30 июня 1845, Асунсьон — 18 мая 1932, там же) — парагвайский политический и государственный деятель. Временный президент Парагвая.
С 18 октября 1904 по 8 декабря 1905 г. исполнял обязанности президента Парагвая, позже с 25 ноября 1910 до 17 января 1911 года — вице-президент государства.
Член радикального крыла Либеральной партии. Его президентство началось в период правления Либеральной партии, которое длилось более 30 лет. В 1904 году участвовал в свержении президента Хуана Антонио Эскурры. Вскоре после этого Гаона был отстранен от власти умеренными членами Либеральной партии.